# Chymomyza demae
Chymomyza demae är en tvåvingeart som beskrevs av Mahito Watabe och Liang 1990. Chymomyza demae ingår i släktet Chymomyza och familjen daggflugor. Inga underarter finns listade i Catalogue of Life.